# Arachis benthamii
Arachis benthamii är en ärtväxtart som beskrevs av Osvaldo Handro. Arachis benthamii ingår i släktet jordnötter, och familjen ärtväxter. Inga underarter finns listade i Catalogue of Life.